# Teloscalpellum album
Teloscalpellum album is een rankpootkreeftensoort uit de familie van de Scalpellidae. De wetenschappelijke naam van de soort is voor het eerst geldig gepubliceerd in 1985 door Liu & Ren.